# Ángel García Lucas
Ángel García Lucas (8 dicembre 1941) è un ex cestista portoricano.

## Carriera
Con Porto Rico ha disputato i Giochi olimpici di Tokyo 1964.